# Умнова, Ольга Вячеславовна
О́льга Вячесла́вовна Умно́ва (англ. Olga Umnova) — российский и британский учёный-акустик. Лауреат медали Тиндаля (2010) Акустического института Великобритании.

## Биография
Окончила Московский физико-технический институт. В 1994 году защитила кандидатскую диссертацию по акустике в Институте общей физики РАН. C 1998 года работает в Великобритании: до 2000 года в Открытом университете, затем в университете Халла. С октября 2004 года преподает теоретическую акустику в Солфордском университете (графство Большой Манчестер). В 2010 году была награждена второй по значимости наградой Акустического института Великобритании — медалью Тиндаля.